# Automeris falcifer
Automeris falcifer är en fjärilsart som beskrevs av Conte 1906. Automeris falcifer ingår i släktet Automeris och familjen påfågelsspinnare. Inga underarter finns listade i Catalogue of Life.